# آسمان زرد (فیلم ۱۹۴۸)
آسمان زرد (به انگلیسی: Yellow Sky) یک فیلم وسترن آمریکایی به کارگردانی ویلیام ولمن و با بازی گریگوری پک، ریچارد ویدمارک و آن بکستر است که در سال ۱۹۴۸ منتشر شد.